# Topraisar
Topraisar – wieś w Rumunii, w okręgu Konstanca, w gminie Topraisar. W 2011 roku liczyła 3238 mieszkańców.